# Teaching Mrs. Tingle
Teaching Mrs. Tingle (Brasil: Tentação Fatal / Portugal: O Rapto da Senhora Tingle) é um filme de comédia e humor negro lançado em 1999, dirigido por Kevin Williamson e com roteiro também de Kevin Williamson, em sua estreia na direção, e estrelado por Helen Mirren, Katie Holmes, Marisa Coughlan, Barry Watson e Jeffrey Tambor. Segue-se um trio de alunos do ensino médio que devem provar sua inocência para sua vingativa professora de história, que os acusa de terem trapaceado nos exames. Williamson já era conhecido pelo sucesso de seus projetos posteriores, incluindo Dawson's Creek, Scream e sua primeira sequência. Depois disso, o script foi escolhido para virar filme.
Lançado nos Estados Unidos em 20 de agosto de 1999, o filme foi originalmente intitulado Killing Mrs. Tingle, mas foi adiado e renomeado devido ao tumulto causado pela violência entre adolescentes nos filmes após o massacre de Columbine na Columbine High School. O filme recebeu críticas ruins de críticos de cinema e foi um fracasso nas bilheterias arrecadando apenas US$8,951,935 com seu orçamento de US$13 milhões. Desde então, ganhou um status de filme cult. Permanece o único esforço como diretor de Williamson de filmes até o momento.

## Sinopse
Leigh Ann Watson (Katie Holmes) é uma aplicada estudante de ensino médio da Grandsboro High School, mas ela precisa de um "A" em história para ser a oradora da turma e então ganhar uma bolsa de estudo para Harvard. Ela então termina seu projeto, um diário de trezentos e sessenta e cinco dias sobre uma jovem acusada de bruxaria em Salém, mas apesar do material estar bem documentado ela ganha apenas um "C" de Mrs. Eve Tingle (Helen Mirren), a professora de história, uma mulher tão intratável que todos a temem. Esta situação dá chance a Marybeth Carter, uma estudante rival que recebeu um "A", de ser a oradora.
Sua única oportunidade de reverter este quadro está na prova escrita e, tentando ajudá-la, Luke Churner (Barry Watson), um amigo de Leigh, consegue uma cópia da prova. Jo Lynn Jordan (Marisa Coughlan), a melhor amiga de Leigh, a incentiva a ir atrás do seu sonho, mas enquanto discutem sobre o que fazer Mrs. Tingle aparece e pega Leigh com a prova. Isto seria o fim da bolsa tão sonhada, mas os três à noite vão até a casa de Mrs. Tingle tentar convencê-la em não denunciar Leigh. Entretanto, a situação sai totalmente do controle e logo Mrs. Tingle está amarrada na sua cama, com a situação ficando cada vez mais embaraçosa e difícil de ser contornada.

## Elenco
- Helen Mirren — Eve Tingle
- Katie Holmes — Leigh Ann Watson
- Jeffrey Tambor — Spanky Wenchell
- Barry Watson — Luke Churner
- Marisa Coughlan — Jo Lynn Jordan
- Liz Stauber — Trudie Tucker
- Michael McKean — Diretor Potter
- Lesley Ann Warren — Sra Faye Watson
- Molly Ringwald —  Srta. Banks
- Vivica A. Fox — Srta. Gold
- John Patrick White — Brian Berry
- Robert Gant — Professor

Meryl Streep, Glenn Close, Sigourney Weaver e Sally Field foram consideradas para o papel de Mrs. Tingle, e Gillian Anderson recusou a personagem. Outra que quase participou da produção foi Alicia Silverstone, que era uma opção para interpretar Leigh Ann Watson.
Em 2017, Marisa Coughlan, que fez a personagem Jo Lynn Jordan, disse que o produtor do filme Harvey Weinstein fez oferta de sexo para ela em troca de papel em outro filme, afirmando “Ele queria que eu fosse uma de suas ‘amigas especiais’ e fosse para o quarto dele”, disse a atriz, que completou: “Eu falei que tinha um namorado e o lembrei que ele era casado e que deveríamos continuar sendo profissionais. Em nenhum momento em imaginei que isso fosse ocorrer”. Marisa ainda recebeu um telefonema de Weinstein oferecendo passagens para terem um jantar romântico em Nova Iorque. Porém, a oferta também foi recusada pela atriz, que somente aceitou encontrar o produtor em um local público, para uma reunião profissional, em um restaurante. Mesmo assim, Harvey Weinstein teria continuado a fazer propostas no mesmo teor das conversas anteriores. Tempos depois, o papel oferecido para Marisa Coughlan foi destinado para outra atriz.

## Recepção

### Crítica
No site agregador de críticas Rotten Tomatoes, 19% das 69 resenhas dos críticos são positivas, com uma classificação média de 3,9/10. O consenso diz: "Como uma comédia-suspense sobrenatural, este filme não tem humor e emoção". O Metacritic, que usa uma média ponderada, atribuiu ao filme uma pontuação de 35 em 100, baseado em 32 críticos, indicando críticas "geralmente desfavoráveis".
Roger Ebert comparou o filme com Election em seu conceito, mas disse que Teaching Mrs. Tingle ficou aquém de Election, e nesse sentido Teaching Mrs. Tingle não tinha personagens simpáticos. Ebert elogiou a atuação de Mirren, no entanto.
Beth Pratt da Common Sense Media deu ao filme 1 estrela de 5, chamando-o de "thriller adolescente equivocado". No entanto, houve algumas críticas positivas para o filme. Thom Bennett, do Film Journal International, elogiou o filme, chamando-o de "um filme divertido, cheio do familiar diálogo de Williamson com referências a filmes". Michael Dequina, do The Movie Reporter, deu ao filme 3 das 4 estrelas chamando o filme de "fantasia de vingança reconhecidamente viciada, mas perversamente assistível".

### Bilheteria
O filme foi um fracasso nas bilheterias; faturou US$3,3 milhões em seu fim de semana de estreia, estreando na décima posição nas bilheterias norte-americanas. No entanto, em sua segunda semana, o filme caiu para a 15 posição e arrecadou US$2,344,298. O filme continuou a cair e, na sua última semana nas bilheterias, o filme chegava na 44 posição. No final de sua exibição, ele arrecadou US$8,951,935 nas bilheterias domésticas, perdendo US$4,480,065 em um orçamento estimado de US$13 milhões.

## Música

### Trilha sonora
A trilha sonora original do filme foi lançada pela Capitol Records em 17 de agosto de 1999. O álbum apresenta músicas de Eve 6, The Moffatts, Stretch Princess, Tara MacLean, Duncan Sheik, Kendall Payne, Sozzi, Bree Sharp, Radford, e Eman.
| Teaching Mrs. Tingle: Music from the Dimension Motion Picture |                            |                                                                              |                  |         |  |
| N.º                                                           | Título                     | Compositor(es)                                                               | Artista          | Duração |  |
| 1.                                                            | "Sorry"                    | Elizabeth Cutler, Jo Lloyd, David Magee e James Wright                       | Stretch Princess | 3:30    |  |
| 2.                                                            | "Tongue Tied"              | Max Collins, Tony Fagenson e Jonathan Siebels                                | Eve 6            | 3:12    |  |
| 3.                                                            | "If I Fall"                | Tara MacLean                                                                 | Tara MacLean     | 4:09    |  |
| 4.                                                            | "'Til I Cry You out of Me" | Jonnie Most                                                                  | Sozzi            | 4:09    |  |
| 5.                                                            | "Wonderland"               | Kendall Payne                                                                | Kendall Payne    | 3:42    |  |
| 6.                                                            | "I Shut Down"              | Emanuel Kiriakou                                                             | Eman             | 4:20    |  |
| 7.                                                            | "Fall At Your Feet"        |                                                                              | Radford          | 4:27    |  |
| 8.                                                            | "Show Me"                  | Simon Austin, Mike Rogers e Bree Sharp                                       | Bree Sharp       | 3:59    |  |
| 9.                                                            | "Alibi"                    | Duane Lavold e Duncan Sheik                                                  | Duncan Sheik     | 4:10    |  |
| 10.                                                           | "Misery"                   | Klaus Major Heuser, Bob Moffatt, Clint Moffatt, Dave Moffatt e Scott Moffatt | The Moffatts     | 4:51    |  |
| 11.                                                           | "At Seventeen"             | Janis Ian                                                                    | Tara MacLean     | 4:08    |  |

### Trilha sonora original
A trilha sonora foi composta por John Frizzell e foi lançada como um álbum em 24 de agosto de 1999 pela Varèse Sarabande.
| Teaching Mrs. Tingle: Original Score From the Dimension Motion Picture |                                 |         |  |
| N.º                                                                    | Título                          | Duração |  |
| 1.                                                                     | "The Incident At School"        | 2:02    |  |
| 2.                                                                     | "Untie Me... Please"            | 2:15    |  |
| 3.                                                                     | "The Crossbow Accident"         | 2:49    |  |
| 4.                                                                     | "Get a Television, Mrs. Tingle" | 1:08    |  |
| 5.                                                                     | "Spanky Shows Up"               | 3:14    |  |
| 6.                                                                     | "I Know You"                    | 2:20    |  |
| 7.                                                                     | "Caught Cheating"               | 1:38    |  |
| 8.                                                                     | "My Mom Has Been Very Sick"     | 1:10    |  |
| 9.                                                                     | "Luke Confides In Tingle"       | 2:31    |  |
| 10.                                                                    | "Close Your Eyes"               | 1:21    |  |
| 11.                                                                    | "Leigh Ann Crosses The Line"    | 1:42    |  |
| 12.                                                                    | "I Don't Think So"              | 0:49    |  |
| 13.                                                                    | "I'm Your Friend"               | 1:10    |  |
| 14.                                                                    | "Destiny"                       | 5:13    |  |
| 15.                                                                    | "Triumph"                       | 0:58    |  |

## Mídia doméstica
O filme foi lançado em DVD e VHS em 21 de dezembro de 1999, pela Dimension Home Video. Como parte de um acordo com a Miramax, a Echo Bridge Home Entertainment lançou o filme em Blu-ray em 3 de maio de 2011. Teaching Mrs. Tingle foi lançada em vários países no Blu-ray, incluindo o Reino Unido em 25 de junho de 2012, pelo StudioCanal UK, Alemanha, em 7 de junho de 2012, pelo StudioCanal, França, em 3 de julho de 2012, pelo StudioCanal e Espanha em 30 de novembro de 2011 pelo Emon Home Entertainment.

## Accolades
| Ano  | Prêmio            | Categoria              | Destinatário              | Resultado |
| ---- | ----------------- | ---------------------- | ------------------------- | --------- |
| 2000 | Prêmio Saturno    | Melhor Filme de Terror | Teaching Mrs. Tingle      | Indicado  |
| 2000 | MTV Movie Award   | Melhor Beijo           | Katie Holmes Barry Watson | Indicado  |
| 2000 | Teen Choice Award | Vilã                   | Helen Mirren              | Indicado  |
| 2000 | Teen Choice Award | Química                | Katie Holmes Barry Watson | Indicado  |